# كفر سليم
كفر سليم إحدى قرى مركز القناطر الخيرية التابع لمحافظة القليوبية بجمهورية مصر العربية.

## السكان
بلغ عدد سكان كفر سليم 3,195 نسمة، حسب الإحصاء الرسمي لعام 2006.